# Isaac Price
Isaac Jude Price (26 september 2003) is een Noord-Iers voetballer die sinds 2023 uitkomt voor Standard Luik.

## Carrière
Price sloot zich op zevenjarige leeftijd aan bij de jeugdopleiding van Everton FC. In september 2020 ondertekende hij er zijn eerste profcontract, dat hem tot 2023 aan de club verbond. Op 3 maart 2022 maakte hij zijn officiële debuut in het eerste elftal van de club: in de FA Cup-wedstrijd tegen Boreham Wood (2-0-zege) liet trainer Frank Lampard hem in de slotfase invallen.
In juni 2023 ondertekende hij een vierjarig contract bij Standard Luik.
3 Ngoy ·
4 Šutalo ·
5 Bolingoli ·
6 Sotiris ·
7 Bulat ·
8 Price ·
9 Zeqiri ·
10 Đukanović ·
11 Ayensa ·
13 Fossey ·
14 Kuavita ·
15 Doumbia ·
17 Camara ·
19 Badamosi ·
20 Karamoko ·
24 O'Neill ·
25 Hautekiet ·
29 Dierckx ·
30 Henkinet ·
40 Epolo ·
41 Szalai ·
44 Bates ·
45 Godfroid ·
51 Noubi ·
53 Calut ·
77 Hountondji ·
88 Lawrence ·
99 Poitoux ·
Coach: Leko